# Иззо, Лоренца
Лоре́нца И́ззо (исп. Lorenza Izzo; род. 19 сентября 1989, Сантьяго) — чилийская актриса и фотомодель.

## Биография
Родилась 19 сентября 1989 года в Сантьяго. Родители — Клаудио Иззо и модель Розита Парсонс. У Лоренцы есть сестра Клара.
Начала карьеру актрисы в 2011 году. В том же году была номинирована на премию «Copihue de Oro» в категории «Телемодель». В 2012 году снялась в фильме «Афтершок». В 2013 году появилась в 2 эпизодах сериала «Хемлок Гроув». В 2014 году была номинирована на премию «BloodGuts UK Horror Award» в категории «Лучшая актриса» за роль в фильме «Зелёный ад». Снималась в фильмах «Половое воспитание» и «Кто там».

## Личная жизнь
8 ноября 2014 года вышла замуж за режиссёра Элая Рота. 16 июля 2018 года Рот подал на развод с Иззо после почти четырёх лет брака.

## Фильмография
| Год       |     | Русское название                       | Оригинальное название                       | Роль              |
| --------- | --- | -------------------------------------- | ------------------------------------------- | ----------------- |
| 2011      | ф   | Жаль вашу свадьбу                      | Que pena tu boda                            | Люсия Эдвардс     |
| 2012      | ф   | Афтершок                               | Aftershock                                  | Кайли             |
| 2012      | ф   | Жаль вашу семью                        | Que pena tu familia                         | Люсия Эдвардс     |
| 2012      | ф   | Инструкции на мои похороны             | Instrucciones Para Mi Funeral               | Олимпия           |
| 2013      | тф  | Я — Виктор                             | I Am Victor                                 | Лена Энглс        |
| 2013      | с   | Хемлок Гроув                           | Hemlock Grove                               | Брук Блюбелл      |
| 2013      | ф   | Зелёный ад                             | The Green Inferno                           | Жюстин            |
| 2014      | ф   | Незнакомец                             | The Stranger                                | Ана               |
| 2014      | ф   | Половое воспитание                     | Sex Ed                                      | Пилар             |
| 2015      | ф   | Кто там                                | Knock Knock                                 | Генезис           |
| 2015      | кор | Халаты: Жизнь после зомби-апокалипсиса | Lab Coats: Life After the Zombie Apocalypse | Алексис           |
| 2016      | с   | Накорми зверя                          | Feed the Beast                              | Пилар Эррера      |
| 2016      | ф   | Чёрные праздники                       | Holidays                                    | Джин              |
| 2017      | с   | Измерение 404                          | Dimension 404                               | Вэл Эрнандес      |
| 2018      | с   | Без обязательств                       | Casual                                      | Татьяна           |
| 2018      | ф   | Сама жизнь                             | Life Itself                                 | Елена Дэмпси      |
| 2018      | ф   | Тайна дома с часами                    | The House with a Clock in its Walls         | мать Льюиса       |
| 2018      | ф   | Куда мы идем отсюда                    | Where We Go from Here                       | Айрис             |
| 2019      | ф   | Однажды в… Голливуде                   | Once Upon a Time in Hollywood               | Франческа Капуччи |
| 2020      | с   | Страшные сказки: Город ангелов         | Penny Dreadful: City of Angels              | Санта Муэрте      |
| 2021      | ф   | Женщины-неудачницы                     | Women Is Losers                             | Селина            |
| 2021—2022 | с   | Хитрости                               | Hacks                                       | Руби              |
| 2022      | ф   |                                        | The Aviary                                  | Блэр              |
| 2022      | ф   | Сознавайтесь, Флетч                    | Confess, Fletch                             | Анжела            |